# Nikola Vlašić
Nikola Vlašić, né le 4 octobre 1997 à Split en Croatie, est un footballeur international croate qui évolue au poste de milieu offensif au Torino FC.

## Biographie

### En club

#### Hajduk Split
Formé au Hajduk Split, Nikola Vlašić dispute sa première rencontre officielle en étant titularisé lors d'un match de Ligue Europa face au club irlandais du Dundalk FC le 17 juillet 2014. Il se démarque en inscrivant le second but de son équipe, qui l'emporte 0-2, et devient le plus jeune buteur du Hajduk en compétition européenne à l'âge de seize ans et neuf mois. Vlašić réalise une première saison pleine sous le maillot de son club formateur puisqu'il prend part à trente-sept matchs toutes compétitions confondues.
Le 30 juin 2016, Nikola Vlašić est nommé vice-capitaine du Hajduk Split, derrière le gardien de but Lovre Kalinić, également formé au club. Deux semaines plus tard, il porte le brassard de capitaine pour la première fois à l'occasion d'une rencontre de Ligue Europa face au CSM Politehnica Iași.

#### Everton FC
Le 31 août 2017, le milieu croate s'engage pour cinq ans avec l'Everton FC. Le 9 septembre suivant, il joue ses premières minutes sous le maillot des Toffees en entrant en fin de rencontre face à Tottenham Hotspur (défaite 0-3). Le 28 septembre 2017, le milieu croate inscrit son premier but avec Everton lors du match de Ligue Europa face à l'Apollon Limassol (2-2).

#### Prêt et transfert au CSKA Moscou
Le 15 août 2018, Vlašić est prêté pour une saison au CSKA Moscou. Trois jours plus tard il fait sa première apparition sous ses nouvelles couleurs, lors d'un match remporté par le CSKA face à l'Arsenal Toula, en championnat (3-0). Le 19 septembre suivant, il marque son premier but avec le club russe à l'occasion d'un match de Ligue des champions contre le FC Viktoria Plzeň (2-2). Le Croate inscrit trois buts au cours de la phase de poules de cette Ligue des champions mais le club russe ne parvient pas à se qualifier pour les huitièmes de finale.
Vlašić inscrit huit buts en trente-et-un matchs toutes compétitions confondues avec le CSKA Moscou. Il est recruté définitivement par le club moscovite le 20 juin 2019.
À l'issue de l'année civile 2020, qui le voit notamment marquer 13 buts et délivrer 6 passes décisives en championnat, Vlašić est élu meilleur joueur de football de Russie par un sondage de quatre groupes d'électeurs (16 entraîneurs de club de Premier Liga, 16 dirigeants de club de Premier Liga, 16 journalistes de Sport-Express et le public) convoqué conjointement par le journal sportif Sport-Express, la fédération de Russie de football et la Première Ligue russe.

#### West Ham United
Le 31 août 2021, Vlašić fait son retour en Angleterre en signant en faveur de West Ham United dans le cadre d'un transfert estimé à 30 millions d'euros. Il fait sa première apparition avec West Ham, lors d'un match de championnat face au Southampton FC, le 11 septembre 2020 (0-0).

#### Torino FC
Le 11 août 2022, Nikola Vlašić rejoint le Torino FC sous la forme d'un prêt d'une saison avec option d'achat.

### En sélection nationale
Le 28 mai 2017, le milieu de terrain honore sa première sélection avec l'équipe nationale croate en débutant le match amical face au Mexique, que la Croatie remporte 1-2.
Le 6 septembre 2019, Vlašić inscrit son premier but avec la sélection croate à l'occasion d'un match comptant pour les éliminatoires de l'Euro 2020 face à la Slovaquie (victoire 0-4).
Il est convoqué par Zlatko Dalić, le sélectionneur de l'équipe nationale de Croatie, dans la liste des 26 joueurs croates retenus pour participer à l'Euro 2020. Durant la compétition, il marque son premier but dans un tournoi majeur lors d'une victoire 3-1 face à l'Ecosse au premier tour. 
Le 9 novembre 2022, il est sélectionné par Zlatko Dalić pour participer à la Coupe du monde 2022.
Le 20 mai 2024, il figure dans la liste des 26 joueurs croates retenus par Zlatko Dalić pour participer à l'Euro 2024.

## Vie personnelle
Nikola Vlašić est le frère cadet de l'athlète croate Blanka Vlašić (née en 1983), plusieurs fois championne du monde de saut en hauteur.

## Statistiques
| Saison                | Club                  | Championnat           | Championnat | Championnat | Coupe(s) nationale(s) | Coupe(s) nationale(s) | Compétition(s) continentale(s) | Compétition(s) continentale(s) | Compétition(s) continentale(s) | Croatie | Croatie | Total | Total |
| Saison                | Club                  | Division              | M.          | B.          | M.                    | B.                    | Comp.                          | M.                             | B.                             | M.      | B.      | M.    | B.    |
| 2014-2015             | Hajduk Split          | Prva HNL              | 27          | 3           | 5                     | 0                     | C3                             | 5                              | 1                              | -       | -       | 37    | 4     |
| 2015-2016             | Hajduk Split          | Prva HNL              | 23          | 1           | 3                     | 0                     | C3                             | 8                              | 1                              | -       | -       | 34    | 2     |
| 2016-2017             | Hajduk Split          | Prva HNL              | 30          | 4           | 1                     | 0                     | C3                             | 6                              | 0                              | 1       | 0       | 38    | 4     |
| 2017-2018             | Hajduk Split          | Prva HNL              | 5           | 3           | -                     | -                     | C3                             | 6                              | 0                              | -       | -       | 11    | 3     |
| Sous-total            | Sous-total            | Sous-total            | 85          | 11          | 9                     | 0                     | -                              | 25                             | 2                              | 1       | 0       | 120   | 13    |
| 2017-2018             | Everton FC            | Premier League        | 12          | 0           | 1                     | 0                     | C3                             | 6                              | 2                              | 1       | 0       | 20    | 2     |
| Sous-total            | Sous-total            | Sous-total            | 12          | 0           | 1                     | 0                     | -                              | 6                              | 2                              | 1       | 0       | 20    | 2     |
| 2018-2019             | CSKA Moscou (prêt)    | Premier-Liga          | 25          | 5           | -                     | -                     | C1                             | 6                              | 3                              | 3       | 0       | 34    | 8     |
| 2019-2020             | CSKA Moscou           | Premier-Liga          | 30          | 12          | 2                     | 0                     | C3                             | 6                              | 1                              | 6       | 3       | 44    | 16    |
| 2020-2021             | CSKA Moscou           | Premier-Liga          | 26          | 11          | 3                     | 1                     | C3                             | 5                              | 0                              | 15      | 3       | 49    | 15    |
| 2021-2022             | CSKA Moscou           | Premier-Liga          | 5           | 0           | -                     | -                     | -                              | -                              | -                              | -       | -       | 5     | 0     |
| Sous-total            | Sous-total            | Sous-total            | 86          | 28          | 5                     | 1                     | -                              | 17                             | 4                              | 24      | 6       | 132   | 39    |
| 2021-2022             | West Ham United       | Premier League        | 19          | 1           | 6                     | 0                     | C3                             | 6                              | 0                              | 13      | 1       | 44    | 2     |
| Sous-total            | Sous-total            | Sous-total            | 19          | 1           | 6                     | 0                     | -                              | 6                              | 0                              | 13      | 1       | 44    | 2     |
| 2022-2023             | Torino FC (prêt)      | Serie A               | 34          | 5           | 3                     | 0                     | -                              | -                              | -                              | 12      | 0       | 49    | 5     |
| 2023-2024             | Torino FC             | Serie A               | 33          | 3           | 2                     | 0                     | -                              | -                              | -                              | 5       | 1       | 40    | 4     |
| 2024-2025             | Torino FC             | Serie A               | 25          | 4           | 0                     | 0                     | -                              | -                              | -                              | 4       | 0       | 29    | 4     |
| Sous-total            | Sous-total            | Sous-total            | 92          | 12          | 5                     | 0                     | -                              | -                              | -                              | 21      | 1       | 118   | 13    |
| Total sur la carrière | Total sur la carrière | Total sur la carrière | 294         | 52          | 25                    | 1                     | -                              | 54                             | 8                              | 60      | 8       | 433   | 69    |

## Palmarès

### En sélection
| Croatie - Ligue des nations de l'UEFA - Finaliste en 2023 |

### Distinctions personnelles
- Joueur du mois du championnat de Russie en septembre 2018[17], décembre 2018[18], juillet 2020 et octobre 2020.
- Meilleur joueur de football de Russie en 2020 selon Sport-Express, le RFS et la RPL[8].